# Tuğba Koyuncu
Pour les articles homonymes, voir Koyuncu.
Tuğba Koyuncu (née Karakaya le 16 février 1991 à Kayseri) est une athlète turque, spécialiste des courses de demi-fond.

## Biographie
Deuxième du 1 500 mètres lors des Championnats d'Europe espoirs de 2011, à Ostrava, elle récupère finalement la médaille d'or à la suite du déclassement pour dopage de la Russe Elena Arzhakova.

### Palmarès
| Date | Compétition                   | Lieu    | Résultat | Épreuve | Performance   |
| ---- | ----------------------------- | ------- | -------- | ------- | ------------- |
| 2011 | Championnats d'Europe espoirs | Ostrava | 1re      | 1 500 m | 4 min 20 s 80 |
| 2011 | Championnats du monde         | Daegu   | 8e       | 1 500 m | 4 min 08 s 14 |
| 2013 | Jeux méditerranéens           | Mersin  | 3e       | 800 m   | 2 min 01 s 74 |
| 2013 | Jeux méditerranéens           | Mersin  | 3e       | 1 500 m | 4 min 06 s 22 |

### Records
| Épreuve | Performance  | Lieu   | Date         |
| ------- | ------------ | ------ | ------------ |
| 800 m   | 2 min 1 s 65 | Izmir  | 2 juin 2013  |
| 1 500 m | 4 min 3 s 41 | Samsun | 15 août 2011 |